# Chiesa dei Santi Quirico e Paolo
La chiesa dei Santi Quirico e Paolo è la parrocchiale di Dogliani, in provincia di Cuneo e diocesi di Mondovì; fa parte dell'unità pastorale di Dogliani-Benevagienna.

## Storia
L'originaria parrocchiale di Dogliani, dedicata a San Quirico, rimase in funzione fino al XVI secolo; agli inizi del XVII secolo venne costruita una nuova chiesa sul sito dell'antica cappella di San Paolo.
Siccome il luogo di culto seicentesco sul finire del secolo successivo versava in pessime condizioni, nel 1801 la parrocchialità fu trasferita nella chiesa del Carmine, il monastero annesso alla quale era stato appena soppresso con i decreti napoleonici.
Questo edificio si rivelò pochi decenni dopo insufficiente a soddisfare le esigenze dei fedeli e, così, nel 1859 iniziarono i lavori di costruzione della nuova parrocchiale; la struttura, disegnata da Giovanni Battista Schellino, venne inaugurata il 29 giugno 1870.
La copertura della cupola fu divelta durante un forte temporale il 31 agosto 1885 e venne pertanto ripristinata nel biennio 1886-87.
Nel 2006 si provvide a consolidare la chiesa e a sostituire il pavimento.

## Descrizione

### Esterno
La facciata della chiesa, rivolta a levante e anticipata dal pronao tetrastilo le cui colonne sorreggono il timpano dentellato, presenta centralmente il portale d'ingresso, affiancato da quattro nicchie, mentre sopra si apre una grande finestra di forma semicircolare.
Sopra il prospetto si impostano i due campanili gemelli, che presentano sui lati lunghi delle bifore e su quelli corti delle monofore.

### Interno
L'interno dell'edificio si compone di un'unica navata abbellita da colonne e coperta dall'ampia cupola; al termine dell'aula si sviluppa il presbiterio, rialzato di alcuni gradini e coperto dalla volta a botte cassettonata.
Qui sono conservate diverse opere di pregio, tra le quali la tela raffigurante la Trinità, la Vergine Santissima e i Santi Pietro, Paolo, Giuseppe e Giovanni, due pale ritraenti rispettivamente Maria presentata al tempio e lo Sposalizio di san Giuseppe, entrambe dipinte dall'Hartmann, l'organo, costruito dai centallesi Vittino, il quadro con soggetto la Vergine assieme ai Santi Anna e Francesco, la tela che rappresenta la Madonna del Buon Consiglio, realizzata da Luigi Barne, e la Via Crucis, eseguita da Gaetano Previati.